# Comuna Delieve, Halîci
Delieve (în ucraineană Делієве) este o comună în raionul Halîci, regiunea Ivano-Frankivsk, Ucraina, formată din satele Bîșiv și Delieve (reședința).

## Demografie
Componența lingvistică a comunei Delieve
     Ucraineană (100%)
Conform recensământului din 2001, toată populația comunei Delieve era vorbitoare de ucraineană (100%).